# Future Games
Future Games s. r. o. — колишня чеська компанія, що займалася розробленням відеоігор, заснована 19 червня 1999 року в місті Бероун. Наприкінці 2011 року закрилася у зв'язку з фінансовими проблемами, що з'явилися після випуску останньої відеогри студії Alter Ego.

## Розроблені відеоігри
- The Black Mirror
- Nibiru: Age of Secrets
- Messenger Of Gods
- Boovie
- Tale of a Hero
- Reprobates
- Alter Ego